# Irakli Garibaszwili
Irakli Garibaszwili (gruz.: ირაკლი ღარიბაშვილი, ur. 24 października 1982 w Tbilisi) – gruziński polityk. W latach 2012–2013 minister spraw wewnętrznych w rządzie Bidziny Iwaniszwiliego, w latach 2013–2015 oraz 2021–2024 Premier Gruzji.

## Życiorys
Urodził się 24 października 1982 w Tbilisi. W 2004 ukończył studia na Uniwersytecie w Tbilisi na wydziale Stosunki Międzynarodowe. Studiował też na Université de Paris I w Paryżu gdzie uzyskał dyplom magistra stosunków międzynarodowych.
25 października 2012 po wygranych wyborach parlamentarnych partii Gruzińskie Marzenie został powołany na ministra spraw wewnętrznych w rządzie Bidziny Iwaniszwili, gdzie głównym celem było usunięcie Michaiła Saakaszwilego od władzy. 2 listopada 2013 Bidzina Iwaniszwili ogłosił, że Garibaszwili zastąpi go na stanowisku premiera rządu. 20 listopada 2013 został zaprzysiężony na ten urząd. 23 grudnia 2015 w wystąpieniu telewizyjnym ogłosił swoją dymisję z funkcji premiera Gruzji. Premierem Gruzji przestał być 30 grudnia 2015.
22 lutego 2021 ponownie został zaprzysiężony na urząd premiera Gruzji. 8 lutego 2024 na stanowisku szefa rządu zastąpił go Irakli Kobachidze.

## Życie prywatne
Irakli Garibaszwili jest żonaty z Nunu Tamazashvili (ur. 1983). Ma dwóch synów Nikoloz (ur. 2005) i Andria (ur. 2010).